# پاتریک لیهی
پاتریک لِیْهی (به انگلیسی: Patrick Leahy) (زادهٔ ۳۱ مارس ۱۹۴۰) سناتور ایالت ورمانت در سنای ایالات متحده آمریکا بین سال‌های ۱۹۷۵ تا ۲۰۲۳ است. او سومین سناتور آمریکایی با سابقه طولانی مدت در تاریخ ایالات متحده است.